# Anastassia Mískina
Anastassia Andréievna Mískina (en rus: Анастаси́я Андре́евна Мы́скина, Moscou, 8 de juliol de 1981) és una tennista professional russa retirada.
En la seva carrera va guanyar un Grand Slam, concretament el Roland Garros l'any 2004, convertint-se en la primera tennista russa en guanyar un títol de Grand Slam individual. El setembre de 2004 va arribar a ser número 2 del rànquing WTA, la seva millor posició en aquesta classificació. Va participar en els Jocs Olímpics d'estiu de Sydney on va perdre als setzens de final i als Jocs Olímpics d'estiu d'Atenes on va quedar quarta després de perdre el partit per la medalla de bronze contra l'australiana Alicia Molik. El 2007 va deixar de jugar al tennis. Va formar part de l'equip rus de Fed Cup que va guanyar el títol en les edicions consecutives de 2004 i 2005.

## Torneigs de Grand Slam

### Individual: 1 (1−0)
| Resultat   | Núm. | Any  | Torneig       | Oponent           | Marcador |
| ---------- | ---- | ---- | ------------- | ----------------- | -------- |
| Guanyadora | 1.   | 2004 | Roland Garros | Ielena Deméntieva | 6−1, 6−2 |

## Palmarès

### Individual: 19 (10−9)
| Llegenda                     |
| ---------------------------- |
| Grand Slam (1−0)             |
| WTA Tour Championships (0−0) |
| Tier I (2−1)                 |
| Tier II (3−4)                |
| Tier III (2−2)               |
| Tier IV (2−2)                |
| Tier V (0−0)                 |

| Títols per superfície |
| --------------------- |
| Dura (4−4)            |
| Gespa (0−3)           |
| Terra batuda (3−1)    |
| Moqueta (3−1)         |

| Resultat   | Núm. | Data                   | Torneig                  | Superfície   | Oponent                | Marcador         |
| ---------- | ---- | ---------------------- | ------------------------ | ------------ | ---------------------- | ---------------- |
| Guanyadora | 1.   | 18 de juliol de 1999   | Palerm, Itàlia           | Terra batuda | Ángeles Montolio       | 3−6, 7−6(3), 6−2 |
| Finalista  | 1.   | 16 de juny de 2002     | Birmingham, Regne Unit   | Gespa        | Jelena Dokić           | 2−6, 3−6         |
| Finalista  | 2.   | 22 de juny de 2002     | Eastbourne, Regne Unit   | Gespa        | Chanda Rubin           | 1−6, 3−6         |
| Guanyadora | 2.   | 14 de setembre de 2002 | Bahia, Brasil            | Dura         | Eleni Daniïlidu        | 6−3, 0−6, 6−2    |
| Finalista  | 3.   | 29 de setembre de 2002 | Leipzig, Alemanya        | Moqueta (i)  | Serena Williams        | 3−6, 2−6         |
| Guanyadora | 3.   | 16 de febrer de 2003   | Doha, Qatar              | Dura         | Elena Likhovtseva      | 6−3, 6−1         |
| Guanyadora | 4.   | 6 d'abril de 2003      | Sarasota, Estats Units   | Terra batuda | Alicia Molik           | 6−4, 6−1         |
| Guanyadora | 5.   | 28 de setembre de 2003 | Leipzig                  | Moqueta (i)  | Justine Henin-Hardenne | 3−6, 6−3, 6−3    |
| Guanyadora | 6.   | 5 d'octubre de 2003    | Moscou, Rússia           | Moqueta (i)  | Amélie Mauresmo        | 6−2, 6−4         |
| Finalista  | 4.   | 2 de novembre de 2003  | Filadèlfia, Estats Units | Dura (i)     | Amélie Mauresmo        | 7−5, 0−6, 2−6    |
| Guanyadora | 7.   | 7 de març de 2004      | Doha (2)                 | Dura         | Svetlana Kuznetsova    | 4−6, 6−4, 6−4    |
| Guanyadora | 8.   | 6 de juny de 2004      | Roland Garros, França    | Terra batuda | Ielena Deméntieva      | 6−1, 6−2         |
| Finalista  | 5.   | 1 d'agost de 2004      | San Diego, Estats Units  | Dura         | Lindsay Davenport      | 1−6, 1−6         |
| Guanyadora | 9.   | 17 d'octubre de 2004   | Moscou (2)               | Moqueta (i)  | Ielena Deméntieva      | 7−5, 6−0         |
| Finalista  | 6.   | 14 d'agost de 2005     | Estocolm, Suècia         | Dura         | Katarina Srebotnik     | 5−7, 2−6         |
| Guanyadora | 10.  | 25 de setembre de 2005 | Calcuta, Índia           | Dura (i)     | Karolina Šprem         | 6−2, 6−2         |
| Finalista  | 7.   | 28 de maig de 2006     | Istanbul, Turquia        | Terra batuda | Shahar Pe'er           | 6−1, 3−6, 6−7(3) |
| Finalista  | 8.   | 24 de juny de 2006     | Eastbourne (2)           | Gespa        | Justine Henin-Hardenne | 6−4, 1−6, 6−7(5) |
| Finalista  | 9.   | 13 d'agost de 2006     | Estocolm (2)             | Dura         | Zheng Jie              | 4−6, 1−6         |

### Dobles femenins: 6 (5−1)
| Llegenda                     |
| ---------------------------- |
| Grand Slam (0−0)             |
| WTA Tour Championships (0−0) |
| Tier I (1−1)                 |
| Tier II (2−0)                |
| Tier III (2−0)               |
| Tier IV (0−0)                |
| Tier V (0−0)                 |

| Títols per superfície |
| --------------------- |
| Dura (3−0)            |
| Gespa (0−0)           |
| Terra batuda (1−0)    |
| Moqueta (1−1)         |

| Resultat   | Núm. | Data                   | Torneig               | Superfície   | Parella            | Oponents                                    | Marcador      |
| ---------- | ---- | ---------------------- | --------------------- | ------------ | ------------------ | ------------------------------------------- | ------------- |
| Finalista  | 1.   | 5 d'octubre de 2003    | Moscou, Rússia        | Moqueta (i)  | Vera Zvonariova    | Nàdia Petrova Meghann Shaughnessy           | 3−6, 4−6      |
| Guanyadora | 1.   | 19 de setembre de 2004 | Bali, Indonèsia       | Dura         | Ai Sugiyama        | Svetlana Kuznetsova Arantxa Sánchez Vicario | 6−3, 7−5      |
| Guanyadora | 2.   | 17 d'octubre de 2004   | Moscou                | Moqueta (i)  | Vera Zvonariova    | Virginia Ruano Pascual Paola Suárez         | 6−3, 4−6, 6−2 |
| Guanyadora | 3.   | 25 de setembre de 2005 | Calcuta, Índia        | Dura (i)     | Elena Likhovtseva  | Neha Uberoi Shikha Uberoi                   | 6−1, 6−0      |
| Guanyadora | 4.   | 9 d'octubre de 2005    | Filderstadt, Alemanya | Dura (i)     | Daniela Hantuchová | Květa Peschke Francesca Schiavone           | 6−0, 3−6, 7−5 |
| Guanyadora | 5.   | 7 de maig de 2006      | Varsòvia, Polònia     | Terra batuda | Elena Likhovtseva  | A. Medina Garrigues Katarina Srebotnik      | 6−3, 6−4      |

### Equips: 2 (2−0)
| Resultat   | Núm. | Data                      | Torneig                        | Superfície   | Equip                                                 | Oponents                                                   | Marcador |
| ---------- | ---- | ------------------------- | ------------------------------ | ------------ | ----------------------------------------------------- | ---------------------------------------------------------- | -------- |
| Guanyadora | 1.   | 27−28 de novembre de 2004 | Copa Federació, Moscou, Rússia | Moqueta (i)  | Svetlana Kuznetsova Elena Likhovtseva Vera Zvonariova | Marion Bartoli Nathalie Dechy Tatiana Golovin Emilie Loit  | 3−2      |
| Guanyadora | 2.   | 17−18 de setembre de 2005 | Copa Federació, París, França  | Terra batuda | Ielena Deméntieva Vera Dushevina Dinara Safina        | Nathalie Dechy Tatiana Golovin Amélie Mauresmo Mary Pierce | 3−2      |

## Trajectòria

### Individual
| Open d'Austràlia | A    | A     | A           | 2R          | QF          | QF    | 4R          | 4R          | A           | 0 / 5     | 14 – 5    |
| Roland Garros | A    | 1R    | 1R          | 1R          | 2R          | G     | 1R          | 4R          | 1R          | 1 / 8     | 11 – 7    |
| Wimbledon | A    | 3R    | 2R          | 3R          | 4R          | 3R    | QF          | QF          | A           | 0 / 7     | 18 – 7    |
| US Open | 2R   | 1R    | 1R          | 3R          | QF          | 2R    | 3R          | 1R          | A           | 0 / 8     | 10 – 8    |
| Jocs Olímpics | NC   | 2R    | No celebrat | No celebrat | No celebrat | 4a    | No celebrat | No celebrat | No celebrat | 0 / 2     | 5 – 3     |
| WTA Tour Championships | A    | A     | A           | 1R          | 4R          | SF    | A           | A           | A           | 0 / 3     | 3 – 5     |
| Total victòries−derrotes                                                                                                   | 10−6 | 16−18 | 11−12       | 47−28       | 46−22       | 55−18 | 36−20       | 31−17       | 0−2         | 252 − 143 | 252 − 143 |
| Rànquing a final d'any | 65   | 58    | 59          | 11          | 7           | 3     | 14          | 16          | 1038        |           |           |
| Llegenda: G: Guanyadora; F: Finalista; SF: Semifinalista; QF: Quarts de final; Q: Qualificació; A: Absent; RR: Round Robin |      |       |             |             |             |       |             |             |             |           |           |

### Dobles femenins
| Open d'Austràlia | A   | A           | 1R          | A           | 1R | SF | 2R | 0 / 4 | 5 – 4 |
| Roland Garros | 1R  | A           | A           | A           | 3R | 1R | 3R | 0 / 4 | 4 – 4 |
| Wimbledon | A   | A           | A           | 1R          | 2R | 2R | 3R | 0 / 4 | 4 – 4 |
| US Open | A   | A           | A           | 1R          | 1R | 1R | A  | 0 / 3 | 0 – 3 |
| Jocs Olímpics | 2R  | No celebrat | No celebrat | No celebrat | 1R | NC | NC | 0 / 2 | 1 – 2 |
| Rànquing a final d'any | 120 | 128         | 141         | 67          | 16 | 15 | 34 |       |       |
| Llegenda: G: Guanyadora; F: Finalista; SF: Semifinalista; QF: Quarts de final; Q: Qualificació; A: Absent; RR: Round Robin |     |             |             |             |    |    |    |       |       |

### Dobles mixts
| Open d'Austràlia | A  | A | A  | 1R | 0 / 1 | 0 – 1 |
| Roland Garros | A  | A | SF | 2R | 0 / 2 | 4 – 2 |
| Wimbledon | 1R | A | 2R | A  | 0 / 2 | 1 – 2 |
| US Open | 1R | A | A  | A  | 0 / 1 | 0 – 1 |
| Llegenda: G: Guanyadora; F: Finalista; SF: Semifinalista; QF: Quarts de final; Q: Qualificació; A: Absent; RR: Round Robin |    |   |    |    |       |       |

## Guardons
- ITF World Champion (2004)
- Orde de l'Amistat (2009)